# Мичуринская улица (Санкт-Петербург)
Мичу́ринская у́лица — улица в Петроградском районе Санкт-Петербурга. Проходит от Петровской набережной до Конного переулка и Малой Посадской улицы.

## История
Первое реально существовавшее название Гагаринская улица дано в 1798 году, дано по Гагаринскому пеньковому буяну (хранилищу пеньки). В 1828 году появляется название Малая Дворянская улица.
В октябре 1918 года присвоено наименование 2-я улица Деревенской Бедноты, как противопоставление предыдущему названию. Современное название Мичуринская улица дано 10 сентября 1935 года в честь И. В. Мичурина, русского биолога и селекционера.

## Достопримечательности
- Домик Петра I

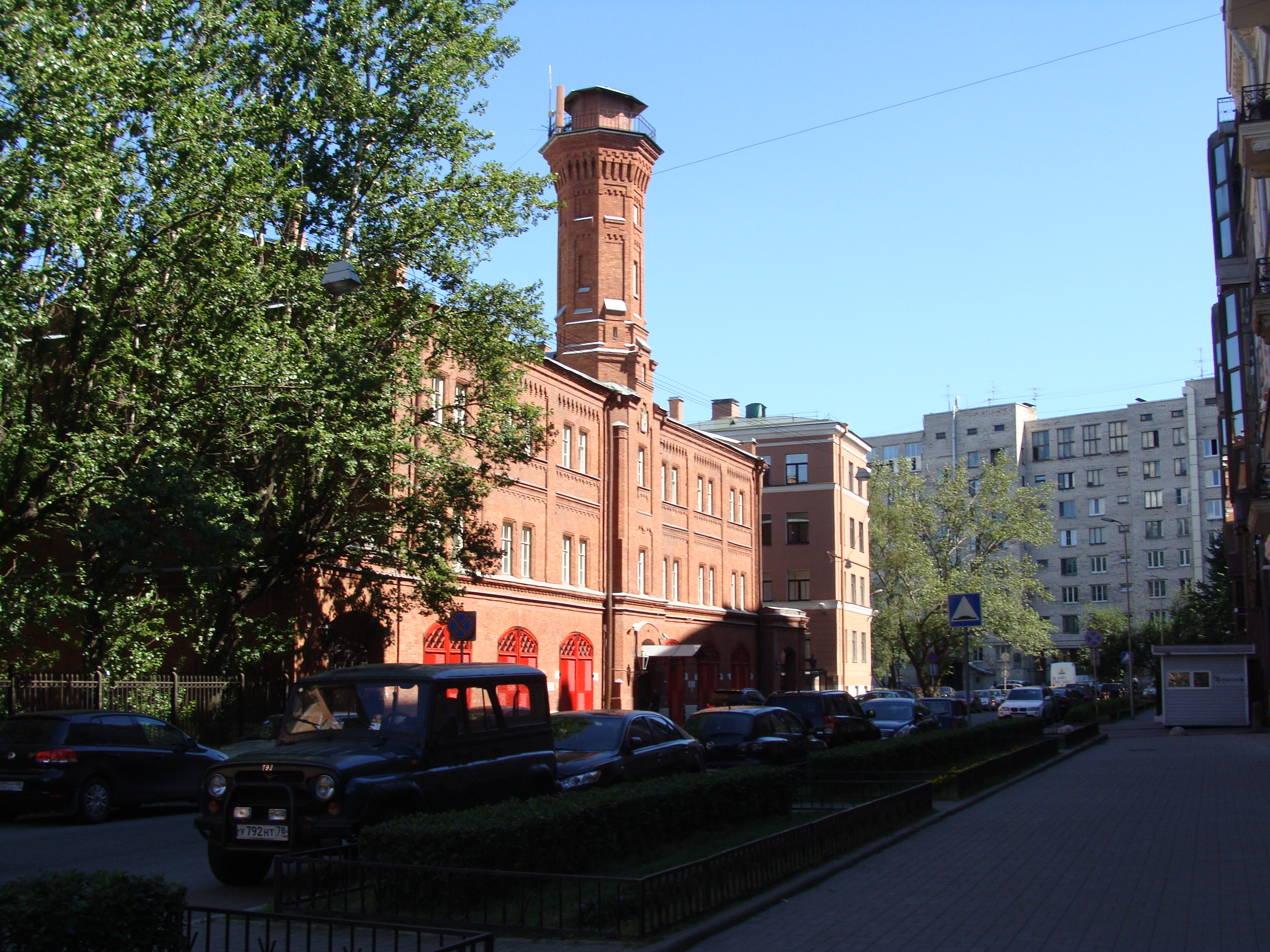
Пожарная часть № 1

- Дом № 1 — «Дом военморов»,  781811315040005. В доме проживали Ф. А. Абрамов, Ж. И. Алфёров, К. Ю. Лавров, А. А. Мыльников
- Дом № 3 — Нахимовское военно-морское училище
- Дом № 4 — ЖК «Евросиб»
- Дом № 5 — Пожарная часть № 1. Построена в 1871—1874 гг. архитектором Н. Ф. фон Брюлло при уч. арх. Р. Б. Бернгарда, перестроил в 1880 г. арх. Ф. К. фон Пирвиц (?).  781721205680015
- Дом № 7 — ювелирный салон «А. Ананов» (ювелирные изделия и украшения А. Г. Ананова)
- Дом № 9/11 — ЗАО «А. Ананов» (ювелирные изделия и украшения А. Г. Ананова).
В доме № 9 проживал мэтр советской античной археологии — В. Ф. Гайдукевич[2]
- Дом № 19 — дом и мастерская К. Н. Гофмана, 1905 г., арх. А. И. Рейнбольдт, в 1911—1913 гг. дворовые флигели достроил гр. инж. Д. С. Кузнецов.  7831431000
- Дом № 21 — доходный дом Р. Я. Шмерко, 1912, арх-р Мариан Лялевич.  7831430000
- В сквере у дома 1/8 установлен памятник художнику А. А. Мыльникову (2016, скульптор Валентин Свешников, архитектор Феликс Романовский)